# 饒臺
饒臺（16世紀—17世紀），字以侯、又字古靈，江西九江府湖口縣人，明朝、南明政治人物。

## 生平
饒臺是萬曆三十七年（1609年）己酉科江西鄉試舉人，崇禎二年（1629年）授龍川知縣，因父母去世回鄉，入祀龍川名宦祠，服闋後補任黃梅知縣，約己愛民，訟獄平息，遇上流寇攻打北門，他帶領民兵固守，賊人連夜填壕，他用繩子拴住壯士埋伏空室中，出其不意擒斬賊人，對方洩氣逃去；次年賊人潛伏二百里外在夜間偷襲，抓來田夫充當嚮導，田夫中途奔馳到城下告警，當晚準備抵禦之物，賊人在黎明來到時遠望而不敢進攻；再次年賊人攻打東門，居民驅畜產到城外，有牛堵塞城門不能進入，賊人追及後屠盡人畜，翌日屍體堆積城外，賊人順風縱火，守城者聞臭均嘔悶不止，他說：「我與城池俱焚。」陝西人獻計含醋於口解決嘔悶，不久賊人用各種方法攻城，都被他設法守住，更傷及賊中大帥，自此流寇不再攻打黃梅。
其後南明時獲史可法薦為兵部職方司郎中監軍，後事不詳，去世後入祀鄉賢祠。

## 引用
1. 1 2  同治《湖口縣志·卷八·人物志》：饒臺，字以侯，別字古靈，崇禎中由舉人任廣東龍川令多惠政，尋丁艱去，龍人思之祠名宦，服闋補湖廣黃梅令，約己愛民，訟獄衰息，會流賊犯黃梅攻北門甚銳，臺率民兵固守，賊夜填壕，臺縋壯士預伏空室中，突出擒斬甚眾，遂奪氣去。明年賊潛師二百里外夜襲，執田夫為嚮導，其人中途馳城下告警，於是備禦之物一夕而具，黎明賊至守望屹然不敢攻而去，又明年賊悉眾攻東門，居民驅畜產抵城，有牛梗門不得入，賊追及盡殺之，翼日積屍城外順風縱火，守城者聞臭皆嘔悶欲潰，臺不退曰：「吾與城俱燼。」陝西人獻計，皆含醋於口遂無害，賊嘗以門扇覆頂魚貫薄城，臺自城上垂鉤撤之，又以雲梯攻城護之，以革令以火箭射之裂，遂從裂處乘以砲矢，賊皆傷足，於是攻之術盡而守之技有餘，最後舉巨砲向城將實藥，乃悉取禦砲具列城上以待，火藥忽自焚，反傷賊眾遂解去，是役也傷賊之大帥一人，群賊無算，自是不復向黃城矣。皖撫史可法嘉其功，授監軍，臺之守黃也纔客兵二百耳，餘皆士民也，崎嶇七載以孤城當數十萬眾，其捍禦之功詎不偉哉。 鄉賢崇祀
2. ↑  錢海岳《南明史·卷三十四·列傳第十》：同（蔣臣）時參（史）可法軍者：饒臺，字以侯，湖口人。萬曆三十七年舉於鄉。歷龍川、黃梅知縣。以孤城當寇數十萬，力守得全。可法薦職方郎中監軍。